# 기묘한 가족
《기묘한 가족》은 2019년 2월 13일에 개봉한 대한민국의 영화이다.

## 캐스팅
- 정재영 : 준걸 역
- 김남길 : 민걸 역
- 엄지원 : 남주 역
- 이수경 : 해걸 역
- 정가람 : 쫑비 역
- 박인환 : 만덕 역
- 신정근 : 오 소장 역
- 오의식 : 최 순경 역
- 김기천 : 가발노인 역
- 이동희 : 이장 역
- 구본웅 : 춘삼 역
- 유순철 : 달팽이노인 역
- 최종률 : 노인 1 역
- 이영석 : 노인 2 역
- 윤희철 : 노인 3 역
- 김봉수 : 노인 4 역
- 황우상 : 노인 5 역
- 정용구 : 노인 6 역
- 김정남 : 노인 7 역
- 이성우 : 세단남 역
- 이가경 : 세단녀 역
- 유병선 : 마을장정 1 역
- 오순태 : 마을장정 2 역
- 강운 : 마을장정 3 역
- 유독현 : 마을장정 4 역
- 서장현 : 상구 역
- 백송희 : 민지 역
- 김주승 : 종구 역
- 류경인 : 이장 처 역
- 김수란 : 춘삼 처 역
- 김미나 : 예비신부 역
- 장지건 : 피로연장 육회남 역
- 이승철 : 가발노인아들 역
- 박경혜 : 가발노인며느리 역
- 홍예서 : 가발노인손녀딸 역
- 김연정 : 미용실원장 역
- 정우영 : 구급대원 역
- 김가빈 : 여고생 1 역
- 김민희 : 여고생 2 역
- 안지원 : 여고생 3 역
- 이규현 : 주례 역
- 김만호 : 사회자 역
- 이형직 : 보건당국책임자 역
- 최기범 : 달팽이노인대역
- 장혜은 : 만덕부인 역
- 윤지현 : 해걸 아역 역
- 이라온 : 대박이 역
- 김시윤 : 6개월 후 대박이 역
- 조은주 : 앵커목소리 1 / 상구엄마 역
- 이소연 : 앵커목소리 2 역
- 정우영 : 앵커목소리 3 역
- 이태건 : 매점김사장 역
- 김혜지 : 들판녀 역
- 김상현 : 들판남 역
- 김승비 : 결혼식 여직원 역
- 조아라 : 터미널 매표직원 역
- 이상훈 : 터미널 버스기사 역
- 변주우 : 매점김사장 부인 역
- 김다솜 : 읍내 여고생 좀비 역
- 고동형 : 핏발 선 남자 역
- 최유진 : 왕다방 미쓰리 역
- 윤정일 : 철가방 역
- 장은총 : 승용차 습격 좀비 역
- 고경인 : 키 큰 여자 좀비 역
- 지환 : 코 다친 좀비 역
- 김재형 : 렉카에 달라붙는 좀비 역
- 최영민 : 추리닝 좀비 역
- 나애진 : 라보에 반응하는 좀비 역
- 안소영 : 터미널 여고생 좀비 역
- 이경민 : 터미널 군인좀비 역
- 문지영 : 앞치마 좀비 역
- 강민구 : 쫑비 덮치는 좀비 역
- 서문호 : 준걸에게 달려드는 좀비 역
- 이유진 : 머리 긴 남자좀비 역
- 김홍근 : 불꽃 보는 좀비 역
- 김종기 : 성식 역
- 장세아 : 주유소 좀비 역
- 오안진 : 미용실 습격 좀비 역
- 조현주 : 읍내 도망자 역
- 한규칠 : 중국집 습격좀비 역
- 이덕건 : 중국집 피습자 역
- 이범직 : 예비신부 아버지 역
- 이순자 : 예비신부 어머니 역
- 전배수 : 박 순경 역 (특별출연)

## 흥행 정보
최종 관객수는 26만명에 그쳤다.

## 같이 보기
- 2019년 대한민국의 영화 목록